# 82 mm moździerz wz. 1937
82 mm moździerz wz. 1937 (ros. 82-мм миномёты семейства БМ) – radziecki, średni (batalionowy) moździerz kalibru 82 mm z okresu II wojny światowej, używany również przez Wojsko Polskie.
Konstruktorem moździerza był Borys Iwanowicz Szawyrin. Moździerz wz. 1937 ma konstrukcję klasyczną, składa się z czterech podzespołów: lufy, podstawy, płyty oporowej o kształcie kołowym i celownika. Lufa jest gładkościenna z zamkiem i bezpiecznikiem, który zabezpiecza przed podwójnym załadowaniem, a zamocowany jest na zgrubieniu wylotowym lufy. Posiadał zamek wyposażony w iglicę, której grot wystawał na stałe. Miał dwójnóg z mechanizmem kierunkowym, podniesieniowym, poziomującym, dźwigar i osłabiacz odrzutu. Do moździerza był najczęściej stosowany celownik MPM-44. Podczas transportu był rozkładany na trzy części (lufa, podstawa i płyta oporowa) i przenoszony przez obsługę w trzech jukach.